# EUJUST Lex Iraq
La mission intégrée « État de droit » de l'Union européenne pour l’Iraq, abrégée EUJUST Lex Iraq, est une mission civile de renforcement des capacités judiciaires en Irak. Cette opération de l’Union européenne est officiellement lancée le 1er juillet 2005. Elle s’est achevée en décembre 2013.

## Organisation
Initialement, EUJUST Lex est basée à Bruxelles, sous le commandement du policier britannique Stephen White. La raison de cette décentralisation repose dans l’insécurité qui règne à Bagdad. En 2011, la mission transfère son quartier général dans la capitale irakienne. Début 2012, bien qu’aucun accord général fixant le statut de la mission n’ait été signé avec le gouvernement irakien, la mission est entièrement déployée dans le pays, avec un bureau à Erbil (Kurdistan) et à Bassorah (sud de l’Irak).

## Mandat
L’objectif principal de la mission est le renforcement et l’amélioration du système de justice pénale irakien. Dans un premier temps, les formations étaient réalisées dans les différents pays européens étant donné le climat instable régnant en Iraq.
5 000 fonctionnaires irakiens ont été formés en 2012.